# Mirtis de Antedônia
Mirtis de Antedônia (século VI a.C.) foi uma poetisa da Grécia antiga e supostamente professora de Píndaro de Tebas e Corina de Tânagra. os estudiosos acreditam que ela foi a primeira na linha de poetas líricos, que surgiu a partir do distrito de Beócia (Antedônia era uma pequena cidade no distrito de Beócia, que é contígua Ática para o norte-oeste).
Da poesia de Mirtis, tudo o que é conhecido pode ser imaginado a partir de Plutarco em sua paráfrase de um de seus poemas em prosa (Questões gregas 40). Plutarco cita Mirtis como fonte para a história que explicava por que as mulheres eram proibidos de pôr o pé em um bosque sagrado, dedicado a um herói local, Eunosto, na cidade de Tânagra na Beócia. Evidentemente o poema de Mirtis é relacionado com uma mulher chamada Ocna, prima de Eunosto, que foi rejeitada por ele e, em um ataque de raiva e desespero através de seu amor não correspondido, ela disse a seus irmãos que Eunosto havia a estuprado, após isso eles mataram Eunosto mas, em seguida, foram presos por seu pai. Ocna, pede a piedade de seus irmãos, e confessa sua mentira; eles foram condenados a ir para o exílio, e Ocna terminou sua vida pulando de um penhasco.
De acordo com a Suda, Mirtis foi chamada de "doce som" por Antípatro de Tessalônica e "voz clara" por Corina. Aparentemente, Corina também criticou Mirtis, como uma mulher, por se aventurar em competir com Píndaro.